# Kipaya towns
Kipaya towns (Red towns, War towns; Crveni gradovi, ratni gradovi), nekadašnja grupa gradova Creek Indijanaca tako nazvana da se razlikuje od bijelih ili mirovnih gradova (Tálua mikagi). U ratnim gradovima dolazili su samo ratnici koji su imali nadzor nad njima. 
To su bili: Kawita, Tukabatchi, Hlaphlako, Atasi, Kailaidshi, Chiaha, Osotchi, Hotalihuyana, Alibamu, Eufaula, Hillabi i Kitchopataki.